# 神尾暢子
神尾 暢子（かみお のぶこ、1942年 - ）は、日本の国文学者・国語学者。学位は、博士（文学）（大阪市立大学・論文博士・1995年）（学位論文「王朝文学の表現形成」）。大阪教育大学名誉教授。

## 人物
大阪市立大学大学院修士課程修了、1973年大阪学芸大学講師、助教授、大阪教育大学教授、2008年定年退任、名誉教授、甲子園大学教授。1995年「王朝文学の表現形成」で大阪市立大学より博士（文学）の学位を取得。第2回日本古典文学会賞受賞。

## 著書

### 単著
- 『王朝国語の表現映像』1982　新典社研究叢書
- 『王朝語彙の表現機構』1985　新典社研究叢書
- 『王朝文学の表現形成』1995　新典社研究叢書
- 『伊勢物語の成立と表現』2003　新典社研究叢書
- 『藤原俊成女 誇り高く歌に生きた　日本の作家』新典社　2005
- 『落窪物語の表現論理』2008新典社研究叢書

### 共編著
- 『纂輯後鳥羽院宮内卿歌集稿』編著　中央図書出版社　1970　王朝叢書
- 『狭衣物語語彙索引』塚原鉄雄,秋本守英共編　笠間書院　1975　笠間索引叢刊
- 『堤中納言物語』塚原鉄雄共校注　新典社　1976-77　影印校注古典叢書
- 『王朝物語のしぐさとことば』糸井通浩共編　清文堂出版　2008